# Mistrzostwa Europy w Lekkoatletyce 2016 – skok o tyczce mężczyzn
Skok o tyczce mężczyzn – jedna z konkurencji technicznych rozgrywanych podczas lekkoatletycznych mistrzostw Europy na Olympisch Stadion w Amsterdamie.
Tytułu mistrzowskiego z poprzednich mistrzostw nie obronił Francuz Renaud Lavillenie.

## Rekordy
Tabela prezentuje rekord świata, rekord Europy, rekord mistrzostw Europy, najlepsze osiągnięcie na Starym Kontynencie, a także najlepszy rezultat na świecie w sezonie 2016 przed rozpoczęciem mistrzostw.
|                                        | Zawodnik          | Wynik | Miejsce  | Data                  |
| -------------------------------------- | ----------------- | ----- | -------- | --------------------- |
| Rekord świata                          | Renaud Lavillenie | 6,16  | Donieck  | 15 lutego 2014(dts)   |
| Rekord Europy                          | Renaud Lavillenie | 6,16  | Donieck  | 15 lutego 2014(dts)   |
| Rekord mistrzostw Europy               | Rodion Gataullin  | 6,00  | Helsinki | 11 sierpnia 1994(dts) |
| Najlepszy wynik na świecie w 2016 roku | Renaud Lavillenie | 5,95  | Angers   | 26 czerwca 2016(dts)  |
| Najlepszy wynik w Europie w 2016 roku  | Renaud Lavillenie | 5,95  | Angers   | 26 czerwca 2016(dts)  |

## Najlepsze wyniki w Europie
Poniższa tabela przedstawia 10 najlepszych rezultatów na Starym Kontynencie w 2016 roku tuż przed rozpoczęciem mistrzostw
| Poz. | Zawodnik               | Reprezentacja | Wynik | Data i miejsce                |
| ---- | ---------------------- | ------------- | ----- | ----------------------------- |
| 1.   | Renaud Lavillenie      | Francja       | 5,95  | 26 czerwca, Angers            |
| 2.   | Jan Kudlička           | Czechy        | 5,83  | 22 czerwca, Praga             |
| 3.   | Kévin Menaldo          | Francja       | 5,80  | 26 czerwca, Angers            |
| 4.   | Tobias Scherbarth      | Niemcy        | 5,75  | 7 czerwca, Leverkusen         |
| 4.   | Stanley Joseph         | Francja       | 5,75  | 26 czerwca, Angers            |
| 6.   | Valentin Lavillenie    | Francja       | 5,71  | 23 kwietnia, St-Denis-Réunion |
| 6.   | Paweł Wojciechowski    | Polska        | 5,71  | 28 maja, Eugene               |
| 8.   | Melker Svärd-Jacobsson | Szwecja       | 5,70  | 2 kwietnia, Austin            |
| 8.   | Konstandinos Filipidis | Grecja        | 5,70  | 10 maja, Ateny                |
| 8.   | Piotr Lisek            | Polska        | 5,70  | 18 maja, Pekin                |
| 8.   | Robert Sobera          | Polska        | 5,70  | 18 maja, Pekin                |
| 8.   | Mareks Ārents          | Łotwa         | 5,70  | 8 czerwca, Jablonec           |
| 8.   | Karsten Dilla          | Niemcy        | 5,70  | 28 czerwca, Landau            |

Pogrubioną czcionką oznaczono zawodników, którzy wystartują na tych mistrzostwach.

## Terminarz
| Data    | Godzina |              |
| ------- | ------- | ------------ |
| 6 lipca | 17:50   | Kwalifikacje |
| 8 lipca | 19:10   | Finał        |

## Rezultaty

### Kwalifikacje
Awans: 5,65 m (Q) lub 12 najlepszych rezultatów (q).
| Miejsce | Grupa | Zawodnik               | Reprezentacja   | 5,15 | 5,35 | 5,50 | 5,60 | Wynik | Uwagi |
| ------- | ----- | ---------------------- | --------------- | ---- | ---- | ---- | ---- | ----- | ----- |
| 1.      | 1     | Renaud Lavillenie      | Francja         | –    | –    | –    | o    | 5,60  |       |
| 2.      | 1     | Mareks Ārents          | Łotwa           | o    | o    | o    | –    | 5,50  |       |
| 2.      | 1     | Konstandinos Filipidis | Grecja          | –    | o    | o    |      | 5,50  |       |
| 2.      | 1     | Stanley Joseph         | Francja         | o    | o    | o    | –    | 5,50  |       |
| 2.      | 1     | Robert Sobera          | Polska          | –    | o    | o    | –    | 5,50  |       |
| 6.      | 2     | Ivan Horvat            | Chorwacja       | –    | o    | xo   | –    | 5,50  |       |
| 6.      | 1     | Robert Renner          | Słowenia        | –    | o    | xo   | –    | 5,50  |       |
| 6.      | 2     | Adrián Vallés          | Hiszpania       | o    | o    | xo   | –    | 5,50  | =     |
| 9.      | 2     | Kévin Menaldo          | Francja         | –    | xo   | xo   |      | 5,50  |       |
| 9.      | 2     | Melker Svärd-Jacobsson | Szwecja         | –    | xo   | xo   | x    | 5,50  |       |
| 11.     | 2     | Arnaud Art             | Belgia          | –    | o    | xxo  | –    | 5,50  |       |
| 12.     | 1     | Ben Broeders           | Belgia          | –    | o    | xxx  |      | 5,50  |       |
| 12.     | 2     | Karsten Dilla          | Niemcy          | –    | o    | xxx  |      | 5,35  |       |
| 12.     | 2     | Jan Kudlička           | Czechy          | –    | o    | –    | x    | 5,35  |       |
| 12.     | 2     | Piotr Lisek            | Polska          | –    | o    | xxx  |      | 5,35  |       |
| 12.     | 2     | Paweł Wojciechowski    | Polska          | –    | o    | xxx  |      | 5,35  |       |
| 17.     | 2     | Luke Cutts             | Wielka Brytania | xxo  | o    | xxx  |      | 5,35  |       |
| 17.     | 2     | Menno Vloon            | Holandia        | xxo  | o    | xxx  |      | 5,35  |       |
| 19.     | 1     | Michal Balner          | Czechy          | –    | xo   | xxx  |      | 5,35  |       |
| 19.     | 2     | Diogo Ferreira         | Portugalia      | o    | xo   | xxx  |      | 5,35  |       |
| 19.     | 1     | Rasmus Jørgensen       | Dania           | o    | xo   | xxx  |      | 5,35  |       |
| 19.     | 2     | Dimítros Patsoukakís   | Grecja          | –    | xo   | xxx  |      | 5,35  |       |
| 19.     | 1     | Tobias Scherbarth      | Niemcy          | –    | xo   | xxx  |      | 5,35  |       |
| 24.     | 1     | Dominik Alberto        | Szwajcaria      | o    | xxx  |      |      | 5,35  |       |
| 24.     | 2     | Eirik Greibrokk Dolve  | Norwegia        | o    | xxx  |      |      | 5,15  |       |
| 24.     | 1     | Lukáš Posekaný         | Czechy          | o    | xxx  |      |      | 5,15  |       |
| 27.     | 1     | Didac Salas            | Hiszpania       | xo   | xxx  |      |      | 5,15  |       |
| –       | 1     | Raphael Holzdeppe      | Niemcy          |      |      |      |      | DNS   |       |

### Finał
| Miejsce | Zawodnik                | Reprezentacja | 5,30 | 5,50 | 5,60 | 5,70 | 5,75 | Wynik | Uwagi |
| ------- | ----------------------- | ------------- | ---- | ---- | ---- | ---- | ---- | ----- | ----- |
| 01 !    | Robert Sobera           | Polska        | o    | o    | o    | xxx  |      | 5,60  |       |
| 02 !    | Jan Kudlička            | Czechy        | o    | o    | xo   | xxx  |      | 5,60  |       |
| 03 !    | Robert Renner           | Słowenia      | o    | o    | xxx  |      |      | 5,50  |       |
| 4.      | Ben Broeders            | Belgia        | xo   | o    | xxx  |      |      | 5,50  |       |
| 4.      | Piotr Lisek             | Polska        | xo   | o    | xxx  |      |      | 5,50  |       |
| 6.      | Mareks Ārtens           | Łotwa         | o    | xxo  | xxx  |      |      | 5,50  |       |
| 7.      | Karsten Dilla           | Niemcy        | o    | xxx  |      |      |      | 5,30  |       |
| 7.      | Konstandínos Filippídis | Grecja        | o    | xxx  |      |      |      | 5,30  |       |
| 7.      | Ivan Horvat             | Chorwacja     | o    | xxx  |      |      |      | 5,30  |       |
| 7.      | Paweł Wojciechowski     | Polska        | o    | xxx  |      |      |      | 5,30  |       |
| 11.     | Arnaud Art              | Belgia        | xo   | xxx  |      |      |      | 5,30  |       |
| 11.     | Adrián Vallés           | Hiszpania     | xo   | xxx  |      |      |      | 5,30  |       |
| 13.     | Stanley Joseph          | Francja       | xxo  | xxx  |      |      |      | 5,30  |       |
| - !     | Renaud Lavillenie       | Francja       | -    | -    | -    | -    | xxx  | NM    |       |
| - !     | Kévin Menaldo           | Francja       | -    | xxx  |      |      |      | NM    |       |
| - !     | Melker Svärd-Jacobsson  | Szwecja       |      |      |      |      |      | DNS   |       |